# Kanton Saint-Quentin-Nord
Der Kanton Saint-Quentin-Nord war von 1973 bis 2015 ein französischer Wahlkreis im Arrondissement Saint-Quentin, im Département Aisne und in der Region Picardie; sein Hauptort war Saint-Quentin. Die landesweiten Änderungen in der Zusammensetzung der Kantone brachten zum März 2015 seine Auflösung.

## Gemeinden
Der Kanton bestand aus einem Teil der Stadt Saint-Quentin und zehn weiteren Gemeinden.
| Gemeinde            | Einwohner | Code postal | Code Insee |
| ------------------- | --------- | ----------- | ---------- |
| Essigny-le-Petit    | 377       | 02100       | 02288      |
| Fieulaine           | 253       | 02110       | 02310      |
| Fonsomme            | 554       | 02110       | 02319      |
| Fontaine-Notre-Dame | 382       | 02110       | 02322      |
| Lesdins             | 750       | 02100       | 02420      |
| Marcy               | 184       | 02720       | 02459      |
| Morcourt            | 578       | 02100       | 02525      |
| Omissy              | 745       | 02100       | 02571      |
| Remaucourt          | 372       | 02100       | 02637      |
| Rouvroy             | 425       | 02100       | 02659      |
| Saint-Quentin       | 21.210    | 02100       | 02691      |

## Einwohner
| Bevölkerungsentwicklung | Bevölkerungsentwicklung |
| Jahr                    | Einwohner               |
| ----------------------- | ----------------------- |
| 1990                    | 26.580                  |
| 1999                    | 25.830                  |
| 2006                    | 24.893                  |
| 2011                    | 24.654                  |